# Inwood Hill Park
Inwood Hill Park est un parc public du quartier Inwood de Manhattan, à New York, géré par le Département des parcs et loisirs de la ville de New York. Sur une haute crête de schiste qui s'élève à soixante mètres au-dessus du fleuve Hudson, de la rue Dyckman à la pointe nord de l'île, la topographie contient la plus grande forêt ancienne restante sur l'île de Manhattan. Contrairement à d'autres parcs de Manhattan, Inwood Hill Park est en grande partie naturel et se compose principalement de collines boisées non paysagées.

## Histoire

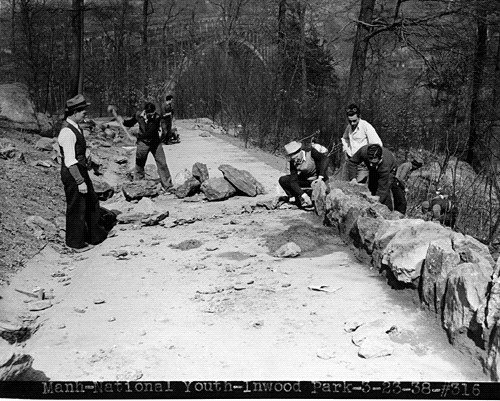
Des travailleurs de la WPA construisent un chemin pavé dans le parc Inwood Hill (1938).

Andrew Haswell Green, chargé de la Central Park Commission et responsable de l'aménagement des rues de l'Upper West Side et de l'Upper Manhattan, a d'abord suggéré la création d'un parc à Inwood en 1895. Son idée n'a pas eu du succès de suite, mais les découvertes archéologiques dans la zone, la géologie unique de la colline, les associations historiques (à la fois vraies et simplement rumeurs), la beauté inhérente du paysage et les points de vue d'observation ont enfin été prises en compte . Entre 1915 et le début des années 40, il a acheté des parcelles de terrain qui composent le parc tel qu'il est aujourd'hui.

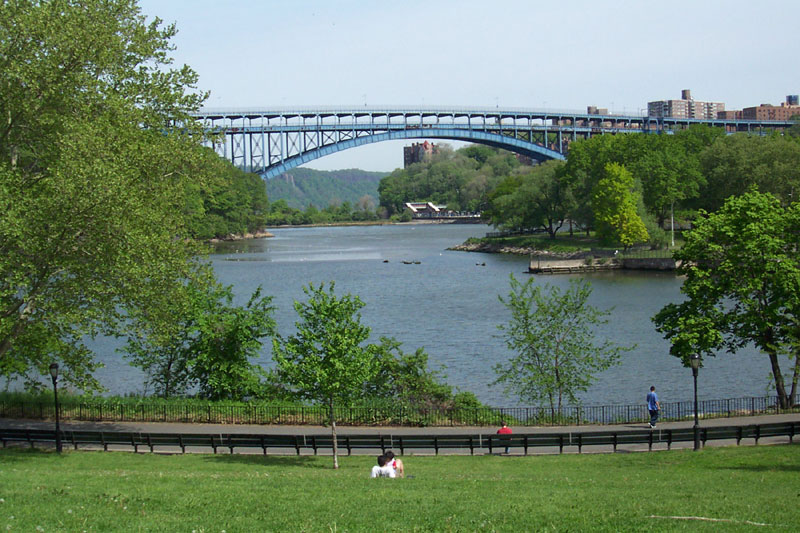
Vers le pont Henry-Hudson depuis le parc le long de la rivière Harlem.

Le parc a été officiellement inauguré le 8 mai 1926. Les squatters qui vivaient dans les domaines abandonnés autour du périmètre du parc ont été déplacés dans les années 1930 par Robert Moses et la Works Project Administration. Le WPA a également pavé certains sentiers et les a éclairés avec des lampadaires. Un incendie criminel et des déversements ont endommagé le parc et son intégrité, de même que des mesures de lutte contre l'érosion qui n'étaient pas bien conçues .
Le 15 septembre 1995, le Inwood Hill Nature Centre a été inauguré et ouvert au public. Il est situé près de l'entrée du parc sur 218th Street et Indian Road. Le centre est situé sur le seul marais d'eau salée de Manhattan et a été désigné comme une exposition interactive avec une surveillance continue de la zone naturelle. C'est aussi le point focal pour observer les aigles qui ont été placés dans le parc pour être libérés lorsqu'ils sont capables de s'adapter à l'environnement.

## Géographie
Le parc couvre 79 hectares, le deuxième plus vaste de Manhattan . La Henry Hudson Parkway et la ligne de chemin de fer Empire Connection d'Amtrak le traversent, et à son extrémité nord, le pont Henry-Hudson et le pont ferroviaire Spuyten Duyvil relient Manhattan au Bronx.
Le parc Inwood Hill est géologiquement diversifié, avec du marbre, du schiste et du calcaire tous répandus dans la région ,,.

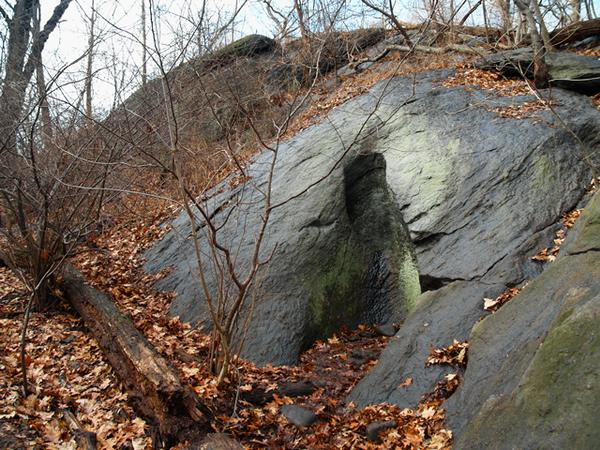
La plus grande cavité glaciaire de New York se trouve à Inwood Park.

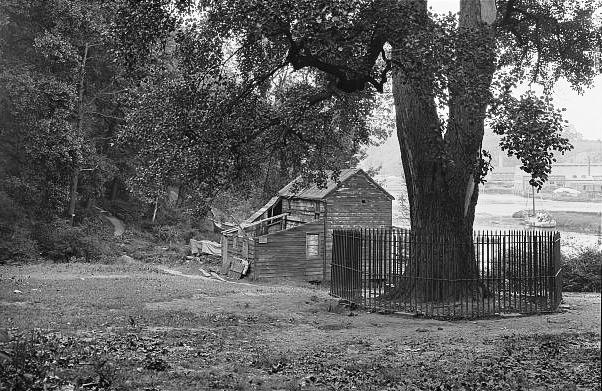
Tulipier sous lequel les Amérindiens ont vendu Manhattan à Peter Minuit en 1626.

## Faune et flore
La zone du parc le long de la rivière Harlem comprend le marais Muscota, l'un des derniers marais salants naturels de Manhattan, l'autre étant Smuggler's Cove, qui attire un grand nombre d'oiseaux aquatiques. Ces oiseaux peuvent être étudiés plus en détail par le biais de programmes éducatifs organisés au Nature Center à l'extrémité nord de la propriété. Les canards colverts, les bernaches du Canada et les goélands à bec cerclé sont des résidents toute l'année, utilisant à la fois l'eau et les pelouses et terrains de jeux à proximité. De nombreux échassiers et oiseaux aquatiques le traversent lors des migrations printanière et automnale, et les hérons et les cormorans y passent souvent l'été. Dans le marais salant, on trouve également des poissons, des mollusques et des crustacés parmi l'herbe à cordes et les scirpes qui peuvent tolérer à la fois le sel et l'eau douce .
Les bois abritent une grande variété d'oiseaux, y compris des espèces communes telles que les geais bleus et les cardinaux, ainsi que des dindons sauvages. Les rapaces qui se reproduisent dans le parc comprennent les faucons à queue rousse et les hiboux. Un projet de cinq ans qui a débuté à l'été 2002 a tenté de réintroduire le pygargue à tête blanche à Manhattan avec des aiglons importés du Midwest. Au premier été, trois des quatre aiglons introduits ont réussi leur envol; trois ou quatre ont quitté le programme chaque année  . La structure de nidification a été supprimée en 2009 .
Les animaux trouvés dans le parc comprennent des campagnols de l'Est et des prairies, des salamandres à ventre rouge, des écureuils volants du Sud, des opossums, des souris cerfs à pattes blanches et des lapins à queue blanche, ainsi que les écureuils gris et des ratons laveurs de l'Est. Les renards étaient également autrefois résidents, mais le nombre croissant de coyotes repérés dans Central Park et dans le parc Van Cortlandt du Bronx pourrait expliquer l'absence actuelle apparente des renards .
Bien que le parc n'accueille pas de grands mammifères sauvages, la faune locale comprend des ratons laveurs et des mouffettes ainsi que les rongeurs habituels de la ville. Les habitants et les gens de l'extérieur du quartier pêchent de la rive à l'extrémité nord du parc.

## Usage
Le parc contient trois terrains de jeux pour enfants, des terrains de baseball et de football et des courts de tennis et de basket-ball  . Le Inwood Hill Nature Centre, à l'extrémité nord du parc, est à la fois un endroit pour les programmes éducatifs et le siège local des Urban Park Rangers. Les terrains de football d'Inwood Hill Park sont largement utilisés par les ligues locales et d'autres ligues hispanophones de la ville pendant la saison de baseball. Cette utilisation exerce une pression extrême sur le parc qui, par conséquent, a nécessité une gestion plus active ces dernières années.

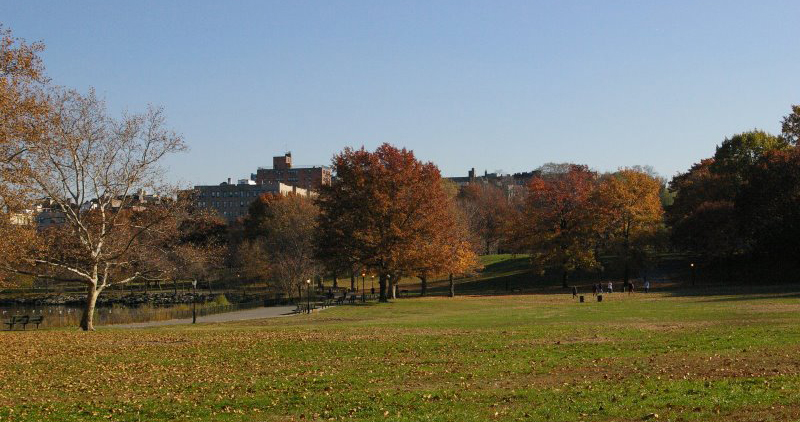
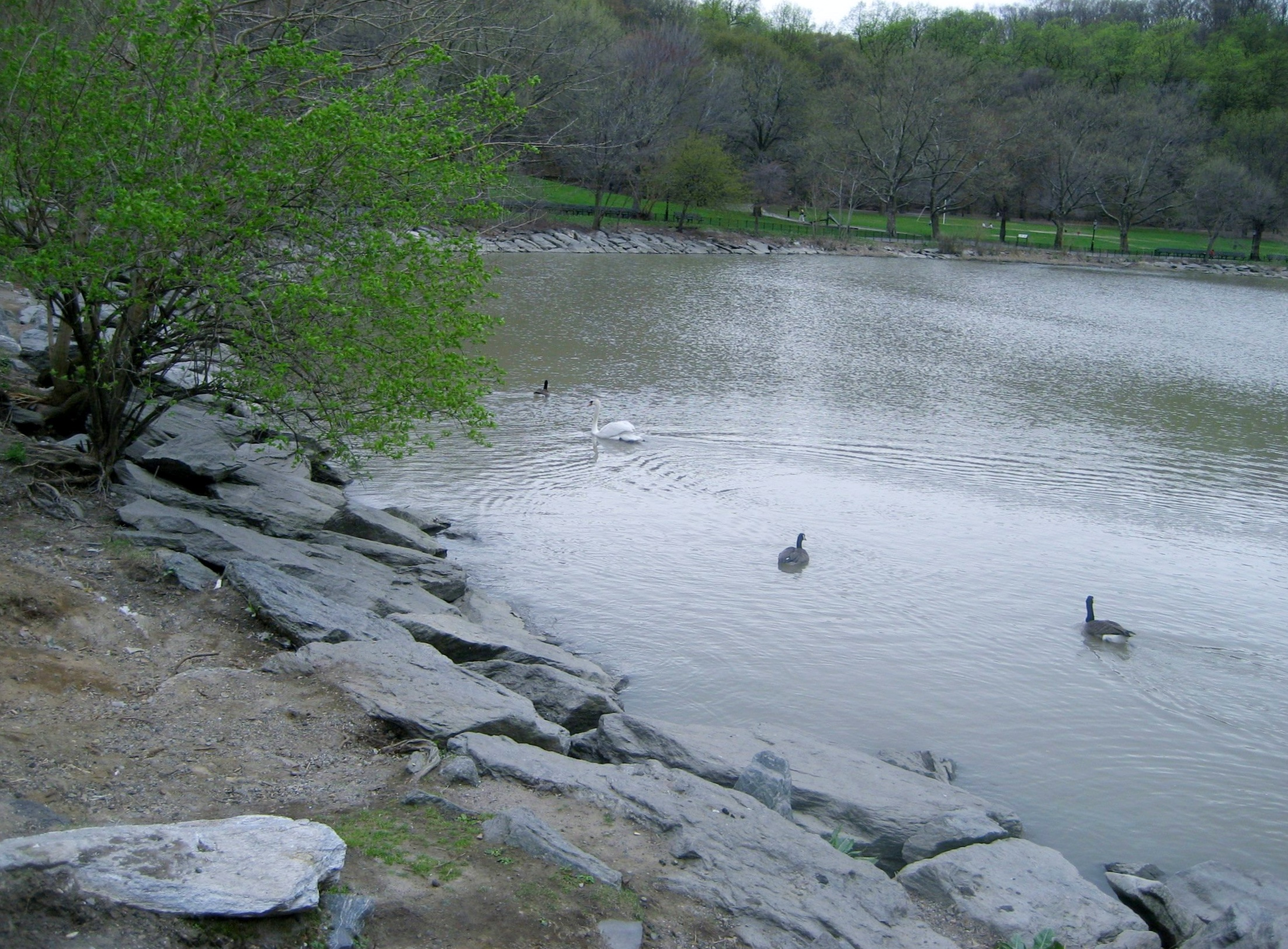
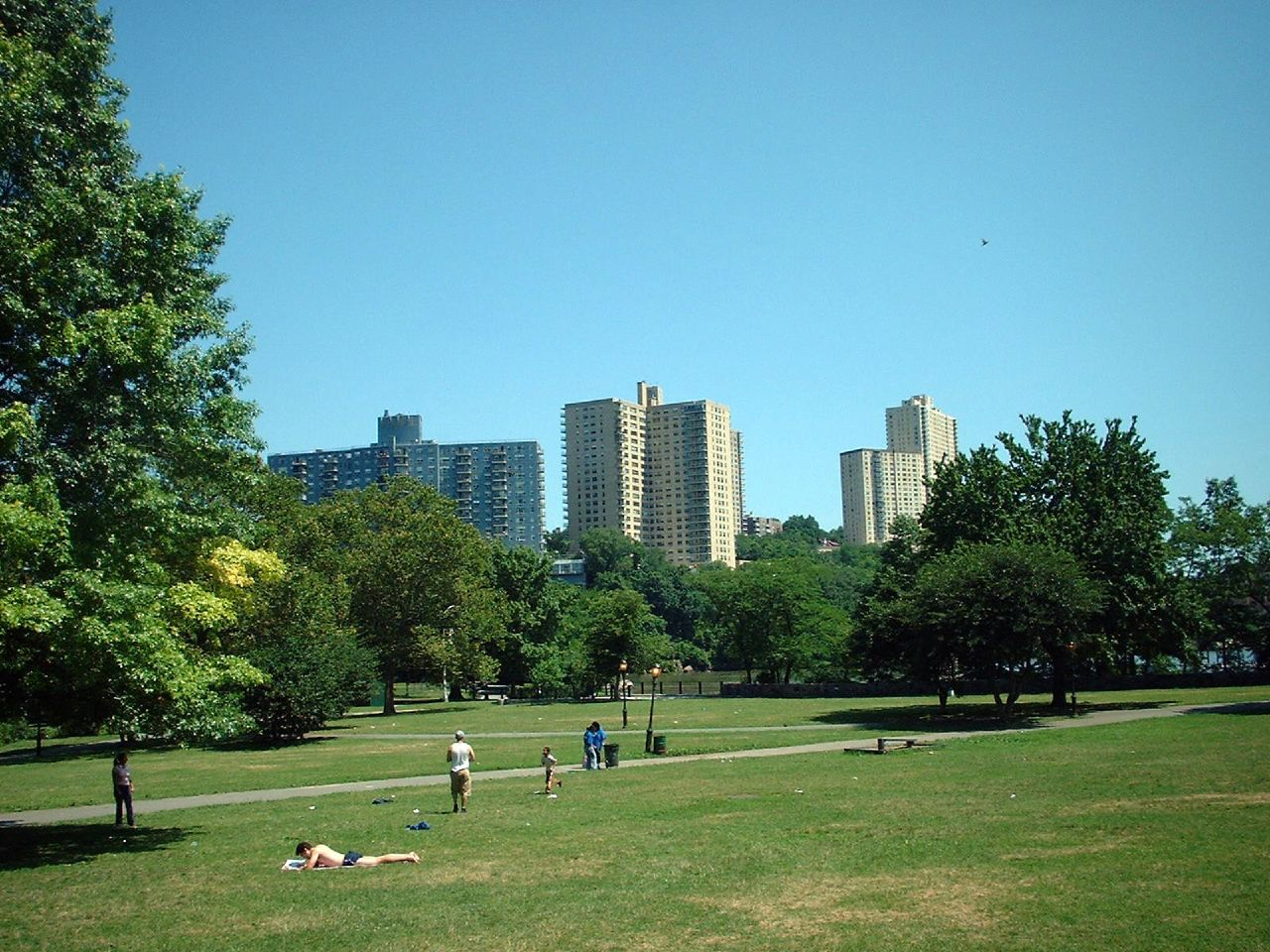
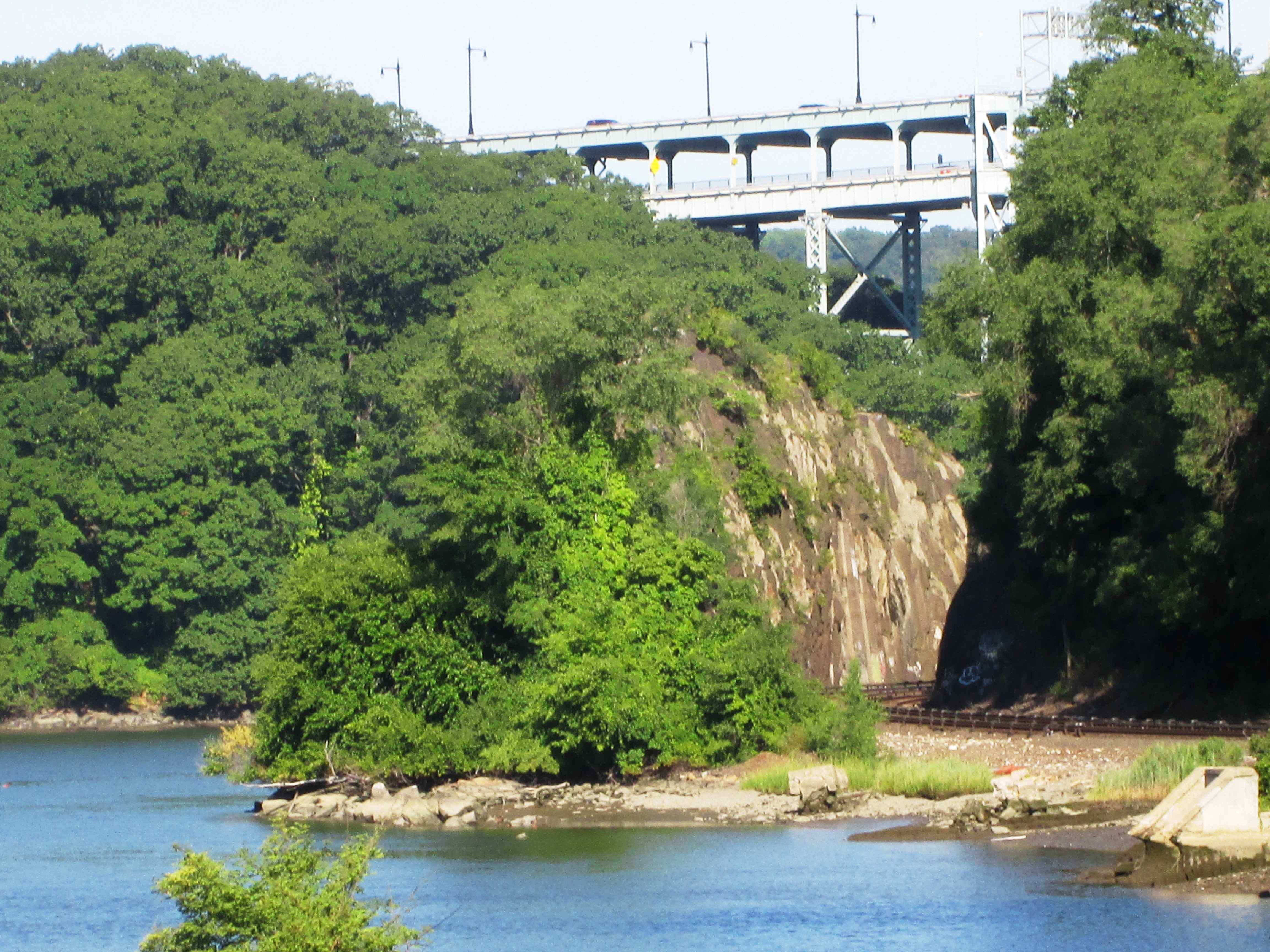